# Le Causé
Le Causé est une commune française située dans le sud-ouest du département de Tarn-et-Garonne, en région Occitanie.
Sur le plan historique et culturel, la commune est dans la Lomagne, une ancienne circonscription de la province de Gascogne ayant titre de vicomté, surnommée « Toscane française ».
Exposée à un climat océanique altéré, elle est drainée par le Brounan, le riou Grand et par divers autres petits cours d'eau.
Le Causé est une commune rurale qui compte 131 habitants en 2022, après avoir connu un pic de population de 709 habitants en 1793.  Elle fait partie de l'aire d'attraction de Toulouse. Ses habitants sont appelés les Causéens ou  Causéennes.

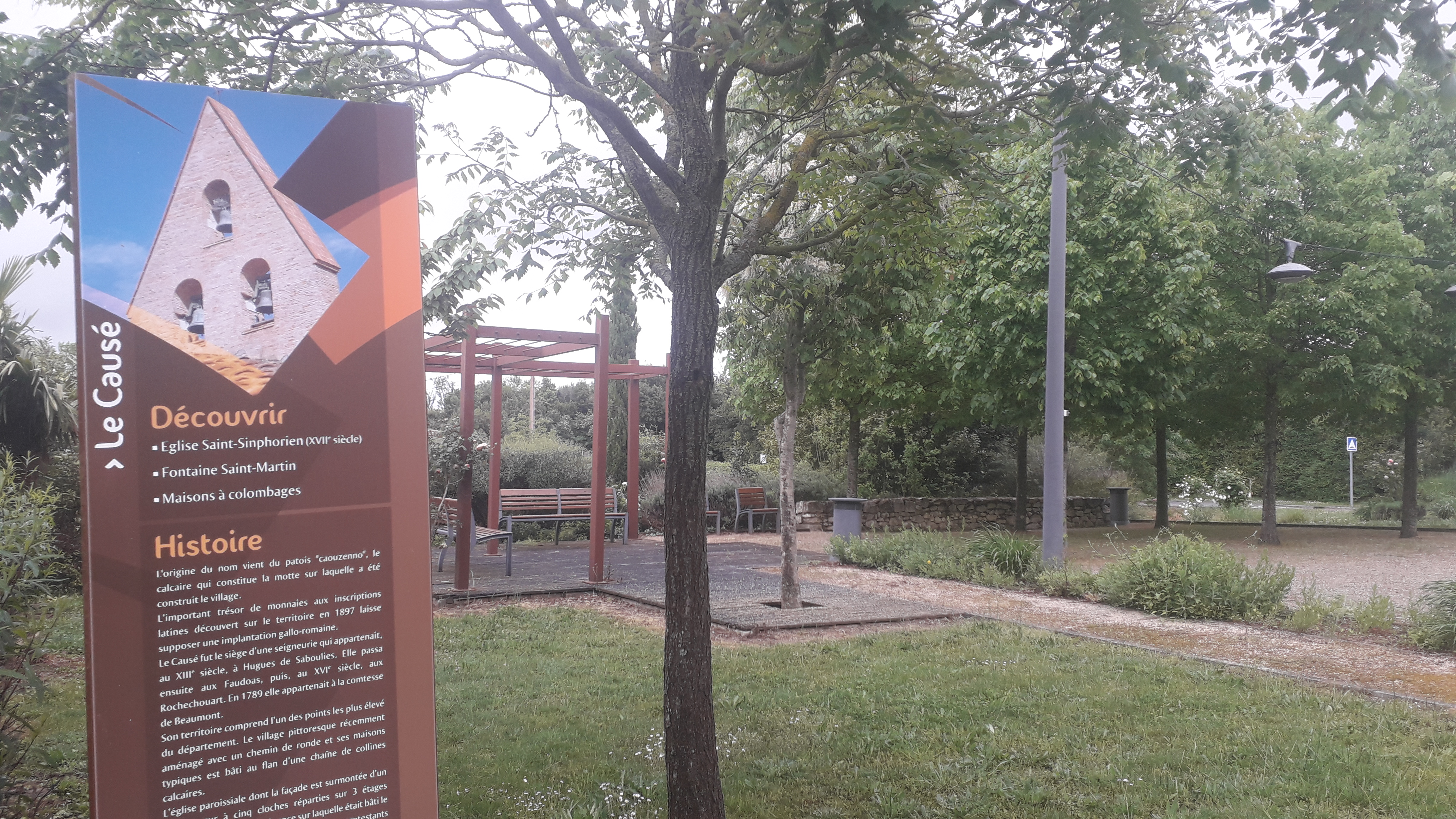

## Géographie

### Localisation
Le Causé s’étend sur une superficie de 932 hectares, aux confins du Tarn et Garonne, du Gers et de la Haute-Garonne. Son territoire comprend l’un des points des plus élevés du département (278 m) et se trouve à 12 km du chef-lieu de canton Beaumont-de-Lomagne, à 37 km de Castelsarrasin, à 50 km environ de Montauban, Toulouse et Auch.
Dans la campagne, huit petits étangs reflètent les vallonnements aux charmes bucoliques De jolis points de vue s’offrent  notamment depuis les routes départementales 18, en direction de Brignemont, et 44 vers Escazeaux.

### Communes limitrophes
Les communes limitrophes sont  Brignemont, Cabanac-Séguenville, Faudoas, Gariès, Goas et Maubec.
|        | Goas                       | Faudoas                             |
| Maubec | du Causé                   | Gariès                              |
|        | Brignemont (Haute-Garonne) | Cabanac-Séguenville (Haute-Garonne) |

### Hydrographie

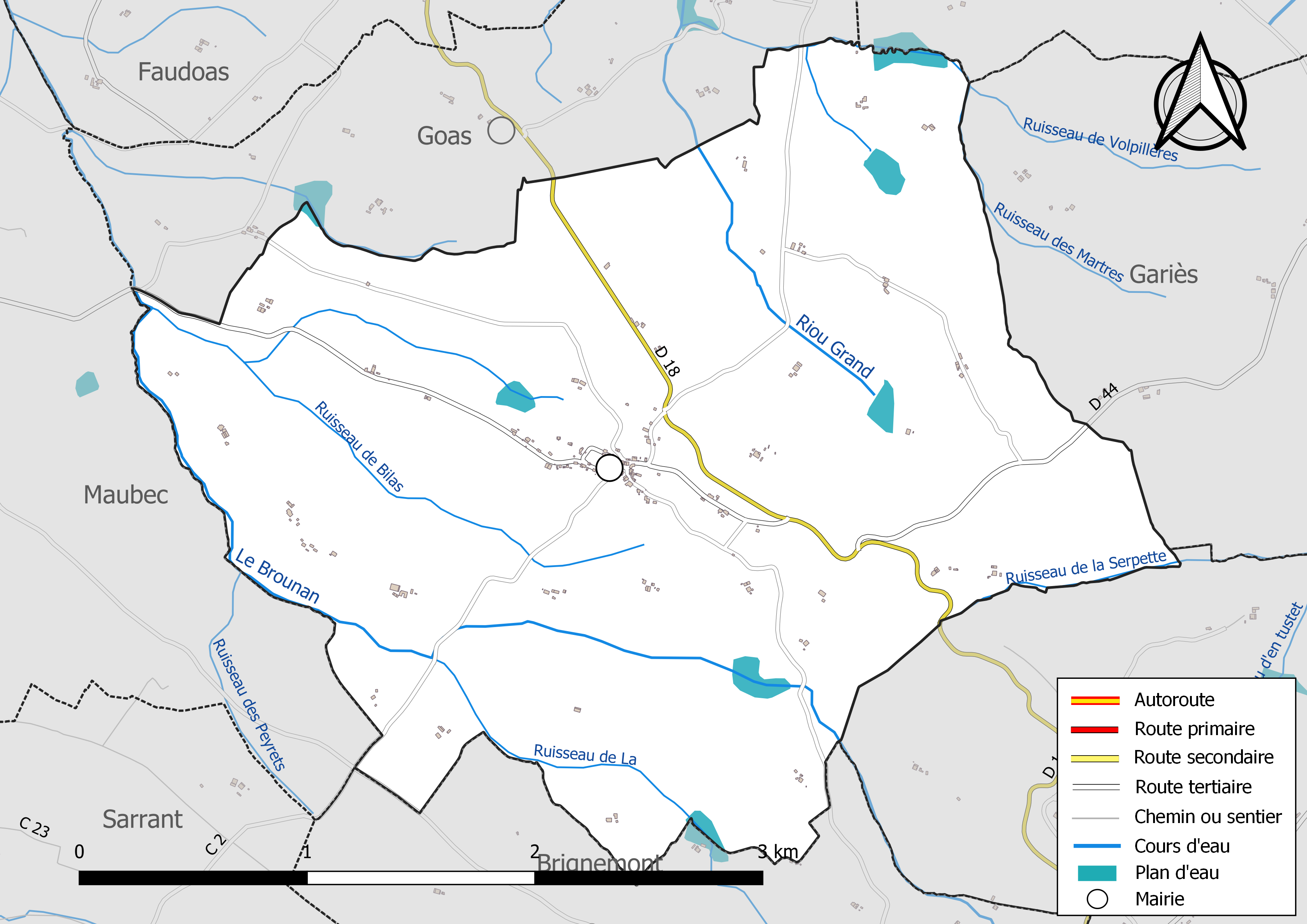
Réseaux hydrographique et routier duCausé.

La commune est dans le bassin versant de la Garonne, au sein du bassin hydrographique Adour-Garonne. Elle est drainée par le Brounan, Riou Grand, le ruisseau de Bilas, le ruisseau de La, le ruisseau de la Serpette, le ruisseau des Martres, le ruisseau des Peyrets, le ruisseau de Volpillères et par divers petits cours d'eau, constituant un réseau hydrographique de 14 km de longueur totale,.

### Climat
Pour des articles plus généraux, voir Climat de l'Occitanie et Climat de Tarn-et-Garonne.
En 2010, le climat de la commune est de type climat du Bassin du Sud-Ouest, selon une étude du Centre national de la recherche scientifique s'appuyant sur une série de données couvrant la période 1971-2000. En 2020, Météo-France publie une typologie des climats de la France métropolitaine dans laquelle la commune est exposée à un climat océanique altéré et est dans la région climatique Aquitaine, Gascogne, caractérisée par une pluviométrie abondante au printemps, modérée en automne, un faible ensoleillement au printemps, un été chaud (19,5 °C), des vents faibles, des brouillards fréquents en automne et en hiver et des orages fréquents en été (15 à 20 jours).
Pour la période 1971-2000, la température annuelle moyenne est de 13 °C, avec une amplitude thermique annuelle de 15,7 °C. Le cumul annuel moyen de précipitations est de 724 mm, avec 10 jours de précipitations en janvier et 5,8 jours en juillet. Pour la période 1991-2020, la température moyenne annuelle observée sur la station météorologique de Météo-France la plus proche, « Ste-Anne », sur la commune de Sainte-Anne à 6 km à vol d'oiseau, est de 13,6 °C et le cumul annuel moyen de précipitations est de 676,2 mm. 
La température maximale relevée sur cette station est de 43,2 °C, atteinte le 13 août 2003 ; la température minimale est de −14 °C, atteinte le 9 février 2012,,.
Les paramètres climatiques de la commune ont été estimés pour le milieu du siècle (2041-2070) selon différents scénarios d'émission de gaz à effet de serre à partir des nouvelles projections climatiques de référence DRIAS-2020. Ils sont consultables sur un site dédié publié par Météo-France en novembre 2022.

### Milieux naturels et biodiversité
Aucun espace naturel présentant un intérêt patrimonial n'est recensé sur la commune dans l'inventaire national du patrimoine naturel,,.

## Urbanisme

### Typologie
Au 1er janvier 2024, Le Causé est catégorisée commune rurale à habitat très dispersé, selon la nouvelle grille communale de densité à sept niveaux définie par l'Insee en 2022.
Elle est située hors unité urbaine. Par ailleurs la commune fait partie de l'aire d'attraction de Toulouse, dont elle est une commune de la couronne,. Cette aire, qui regroupe 527 communes, est catégorisée dans les aires de 700 000 habitants ou plus (hors Paris),.

### Occupation des sols
L'occupation des sols de la commune, telle qu'elle ressort de la base de données européenne d’occupation biophysique des sols Corine Land Cover (CLC), est marquée par l'importance des territoires agricoles (98 % en 2018), une proportion sensiblement équivalente à celle de 1990 (97,9 %). La répartition détaillée en 2018 est la suivante : 
terres arables (97,9 %), forêts (2 %), zones agricoles hétérogènes (0,1 %). L'évolution de l’occupation des sols de la commune et de ses infrastructures peut être observée sur les différentes représentations cartographiques du territoire : la carte de Cassini (XVIIIe siècle), la carte d'état-major (1820-1866) et les cartes ou photos aériennes de l'IGN pour la période actuelle (1950 à aujourd'hui).

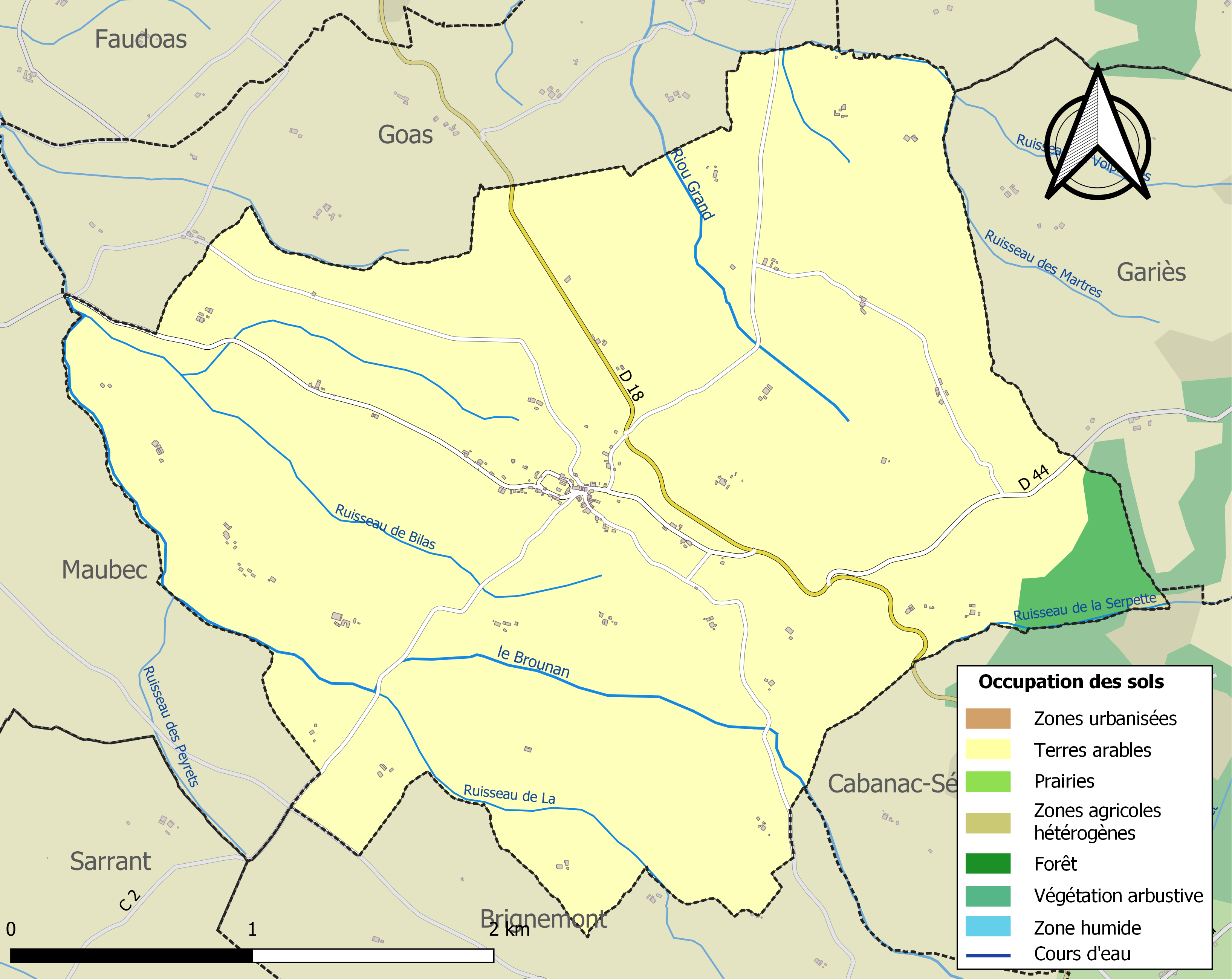
Carte des infrastructures et de l'occupation des sols de la commune en 2018 (CLC).

### Risques majeurs
Le territoire de la commune du Causé est vulnérable à différents aléas naturels : météorologiques (tempête, orage, neige, grand froid, canicule ou sécheresse), inondations, mouvements de terrains et séisme (sismicité très faible). Il est également exposé à un risque technologique,  le transport de matières dangereuses. Un site publié par le BRGM permet d'évaluer simplement et rapidement les risques d'un bien localisé soit par son adresse soit par le numéro de sa parcelle.

#### Risques naturels
Certaines parties du territoire communal sont susceptibles d’être affectées par le risque d’inondation par débordement de cours d'eau, notamment La cartographie des zones inondables en ex-Midi-Pyrénées réalisée dans le cadre du XIe Contrat de plan État-région, visant à informer les citoyens et les décideurs sur le risque d’inondation, est accessible sur le site de la DREAL Occitanie. La commune a été reconnue en état de catastrophe naturelle au titre des dommages causés par les inondations et coulées de boue survenues en 1982, 1999 et 2013,.
Le Causé est exposée au risque de feu de forêt. Le département de Tarn-et-Garonne présentant toutefois globalement un niveau d’aléa moyen à faible très localisé, aucun Plan départemental de protection des forêts contre les risques d’incendie de forêt (PFCIF) n'a été élaboré. Le débroussaillement aux abords des maisons constitue l’une des meilleures protections pour les particuliers contre le feu,.

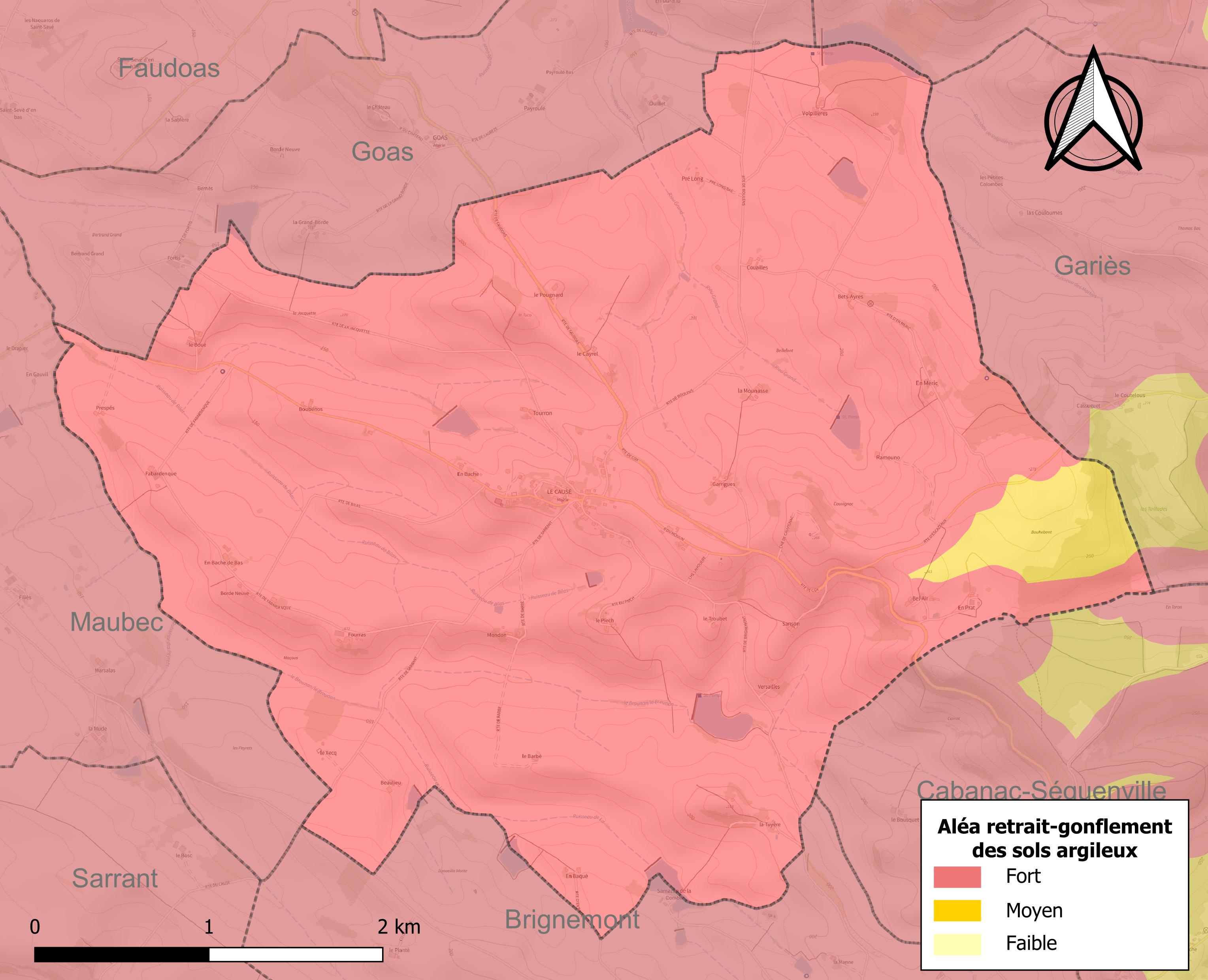
Carte des zones d'aléa retrait-gonflement des sols argileux du Causé.

Les mouvements de terrains susceptibles de se produire sur la commune sont des tassements différentiels.
Le retrait-gonflement des sols argileux est susceptible d'engendrer des dommages importants aux bâtiments en cas d’alternance de périodes de sécheresse et de pluie. La totalité de la commune est en aléa moyen ou fort (92 % au niveau départemental et 48,5 % au niveau national). Sur les 80 bâtiments dénombrés sur la commune en 2019, 80 sont en aléa moyen ou fort, soit 100 %, à comparer aux 96 % au niveau départemental et 54 % au niveau national. Une cartographie de l'exposition du territoire national au retrait gonflement des sols argileux est disponible sur le site du BRGM,.
Par ailleurs, afin de mieux appréhender le risque d’affaissement de terrain, l'inventaire national des cavités souterraines permet de localiser celles situées sur la commune.
Concernant les mouvements de terrains, la commune a été reconnue en état de catastrophe naturelle au titre des dommages causés par la sécheresse en 1989, 2003, 2011 et 2012 et par des mouvements de terrain en 1999.

#### Risques technologiques
Le risque de transport de matières dangereuses sur la commune est lié à sa traversée par des infrastructures routières ou ferroviaires importantes ou la présence d'une canalisation de transport d'hydrocarbures. Un accident se produisant sur de telles infrastructures est susceptible d’avoir des effets graves sur les biens, les personnes ou l'environnement, selon la nature du matériau transporté. Des dispositions d’urbanisme peuvent être préconisées en conséquence.

## Histoire
Sa construction
L'origine du nom vient du patois "Cazouenno", le calcaire qui constitue la motte sur laquelle a été construit le village.
L'important trésor de monnaies aux inscriptions latines découvert sur le territoire en 1897 laisse supposer une implantation gallo-romaine.
Le Causé fut le siège d'une seigneurie qui appartenait, au XIIIe siècle, aux Rochechouart. En 1789, elle appartenait à la comtesse de Beaumont.
L’église paroissiale dont la façade est surmontée d’un clocher-mur à cinq cloches réparties sur trois niveaux s’élève au pied d’une éminence sur laquelle était bâti le château seigneurial. Ruinée par les protestants pendant les Guerres de religion, elle a été reconstruite au XVIIe siècle et entièrement restaurée récemment, à l’extérieur et à l’intérieur.
Les noms des lieux-dits En Garrigue et En Grimayre rappellent l’habitat celtique, tandis que la découverte, en 1897, d’un trésor monétaire de 1500 pièces aux inscriptions latines témoigne de l’occupation romaine. Pré-Long, la Grand-Borde, Borde-Neuve sont des termes de la langue féodale ; Versailles et Paris sont plus obscurs.
Situé autrefois sur un chemin menant à Compostelle, entre Sarrant et Marciac, le Causé fut le siège d’une seigneurie qui appartenait, au XIIIe siècle, à Hugues de Saboulies. Elle passa ensuite aux Faudoas puis, au XVIe siècle, aux Rochechouart.
La paroisse a été amputée en 1790 de son annexe de Séguenville, rattachée au département de la Haute-Garonne. Elle est probablement très ancienne, à en juger par le patronage de saint Symphorien ; ce martyr, baptisé par saint Bénigne, eut la tête tranchée pour avoir avoué sa foi chrétienne au gouverneur d’Autun, Heraclius. Particulièrement honoré en Provence, il était autrefois le patron des chasseurs.
Le trésor du Causé
Vers la fin de l’année 1897 dans un champ du lieu dit « en Sanson », il a été découvert par le paysan qui exploitait ce terrain une grande quantité de monnaies gauloises en argent.
Ces monnaies étaient contenues dans un vase en terre cuite de couleur grise.
D’autres pièces furent trouvées lors de labours entre 1905 et 1934 et ces dernières ont permis une classification qui a abouti à l’appellation typologique des monnaies dites du Causé.
De nombreuses monnaies gauloises dites à la croix circulent sur le marché des numismates ainsi que dans les collections publiques ou privées. Elles sont donc du type trésor du Causé mais ne proviennent pas toutes de ce lieu.
Des recherches sur le réseau internet, dans les ouvrages spécialisés ainsi que l'avis d'une scientifique et le conservateur du musée Saint-Raymond  de Toulouse permettent de confirmer la découverte du trésor du Causé en 1897 par Déodore Laboub qui a confié les 1500 pièces au musée Saint-Raymond.
Par la suite, d’autres pièces furent découvertes, certaines ont été vendues au musée d’autres sont encore en circulation. La dernière acquisition du musée datant de 2009 et issue de ce trésor, une collection privée de 43 pièces.
L’estimation des pièces découvertes encore en circulation est de l’ordre de 400 cela nous permet d’établir un inventaire théorique du trésor aux alentours de 2000 pièces.
Cette richesse patrimoniale de la commune remonte vers les 150 ans avant Jésus Christ, à l’époque des tribus gauloises qui peuplaient notre région et avant la guerre des Gaules qui a vu l’annexion du territoire par les Romains vers l’an 56 av. J.-C.
Les tribus concernées semblent être les Volques Tectosages (région de Toulouse) et les Sotiates (région de Sos en Lot-et-Garonne).
Le trésor est conservé dans les réserves du musée Saint-Raymond et n’est pas visible du public.

## Politique et administration
| Période                                  | Période   | Identité             | Étiquette | Qualité |
| ---------------------------------------- | --------- | -------------------- | --------- | ------- |
| Les données manquantes sont à compléter. |           |                      |           |         |
| mars 2001                                | mars 2014 | Émilien Roucolle     | PRG       |         |
| mars 2014                                | En cours  | Jean-Michel Lefebvre |           |         |
| Les données manquantes sont à compléter. |           |                      |           |         |

## Démographie
| 1793 | 1800 | 1806 | 1821 | 1831 | 1836 | 1841 | 1846 | 1851 |
| ---- | ---- | ---- | ---- | ---- | ---- | ---- | ---- | ---- |
| 709  | 535  | 544  | 585  | 594  | 605  | 620  | 589  | 577  |

| 1856 | 1861 | 1866 | 1872 | 1876 | 1881 | 1886 | 1891 | 1896 |
| ---- | ---- | ---- | ---- | ---- | ---- | ---- | ---- | ---- |
| 553  | 520  | 515  | 462  | 441  | 417  | 386  | 366  | 384  |

| 1901 | 1906 | 1911 | 1921 | 1926 | 1931 | 1936 | 1946 | 1954 |
| ---- | ---- | ---- | ---- | ---- | ---- | ---- | ---- | ---- |
| 369  | 333  | 300  | 271  | 264  | 271  | 264  | 239  | 228  |

| 1962 | 1968 | 1975 | 1982 | 1990 | 1999 | 2006 | 2011 | 2016 |
| ---- | ---- | ---- | ---- | ---- | ---- | ---- | ---- | ---- |
| 199  | 180  | 166  | 152  | 142  | 127  | 156  | 139  | 139  |

| 2021 | 2022 | - | - | - | - | - | - | - |
| ---- | ---- | - | - | - | - | - | - | - |
| 132  | 131  | - | - | - | - | - | - | - |

## Économie

### Emploi
|                | 2008  | 2013   | 2018   |
| -------------- | ----- | ------ | ------ |
| Commune        | 4,5 % | 5 %    | 7,5 %  |
| Département    | 8,4 % | 10,2 % | 10,3 % |
| France entière | 8,3 % | 10 %   | 10 %   |

En 2018, la population âgée de 15 à 64 ans s'élève à 78 personnes, parmi lesquelles on compte 73,7 % d'actifs (66,2 % ayant un emploi et 7,5 % de chômeurs) et 26,2 % d'inactifs,. Depuis 2008, le taux de chômage communal (au sens du recensement) des 15-64 ans est inférieur à celui de la France et du département.
La commune fait partie de la couronne de l'aire d'attraction de Toulouse, du fait qu'au moins 15 % des actifs travaillent dans le pôle,. Elle compte 25 emplois en 2018, contre 25 en 2013 et 40 en 2008. Le nombre d'actifs ayant un emploi résidant dans la commune est de 51, soit un indicateur de concentration d'emploi de 48,4 % et un taux d'activité parmi les 15 ans ou plus de 48,4 %.
Sur ces 51 actifs de 15 ans ou plus ayant un emploi, 11 travaillent dans la commune, soit 21 % des habitants. Pour se rendre au travail, 88,7 % des habitants utilisent un véhicule personnel ou de fonction à quatre roues, 1,9 % s'y rendent en deux-roues, à vélo ou à pied et 9,4 % n'ont pas besoin de transport (travail au domicile).

### Activités hors agriculture
5 établissements sont implantés  au Causé au 31 décembre 2019.
Le secteur des autres activités de services est prépondérant sur la commune puisqu'il représente 40 % du nombre total d'établissements de la commune (2 sur les 5 entreprises implantées  au Le Causé), contre 9,3 % au niveau départemental.

### Agriculture
|               | 1988 | 2000 | 2010 | 2020 |
| ------------- | ---- | ---- | ---- | ---- |
| Exploitations | 28   | 21   | 11   | 9    |
| SAU (ha)      | 808  | 893  | 778  | 720  |

La commune est dans les « Coteaux du Gers », une petite région agricole située dans le sud du département de Tarn-et-Garonne, ne couvrant que cinq communes. En 2020, l'orientation technico-économique de l'agriculture  sur la commune est la culture de céréales et/ou d'oléoprotéagineuses. Neuf exploitations agricoles ayant leur siège dans la commune sont dénombrées lors du recensement agricole de 2020 (28 en 1988). La superficie agricole utilisée est de 720 ha,,.

## Culture locale et patrimoine

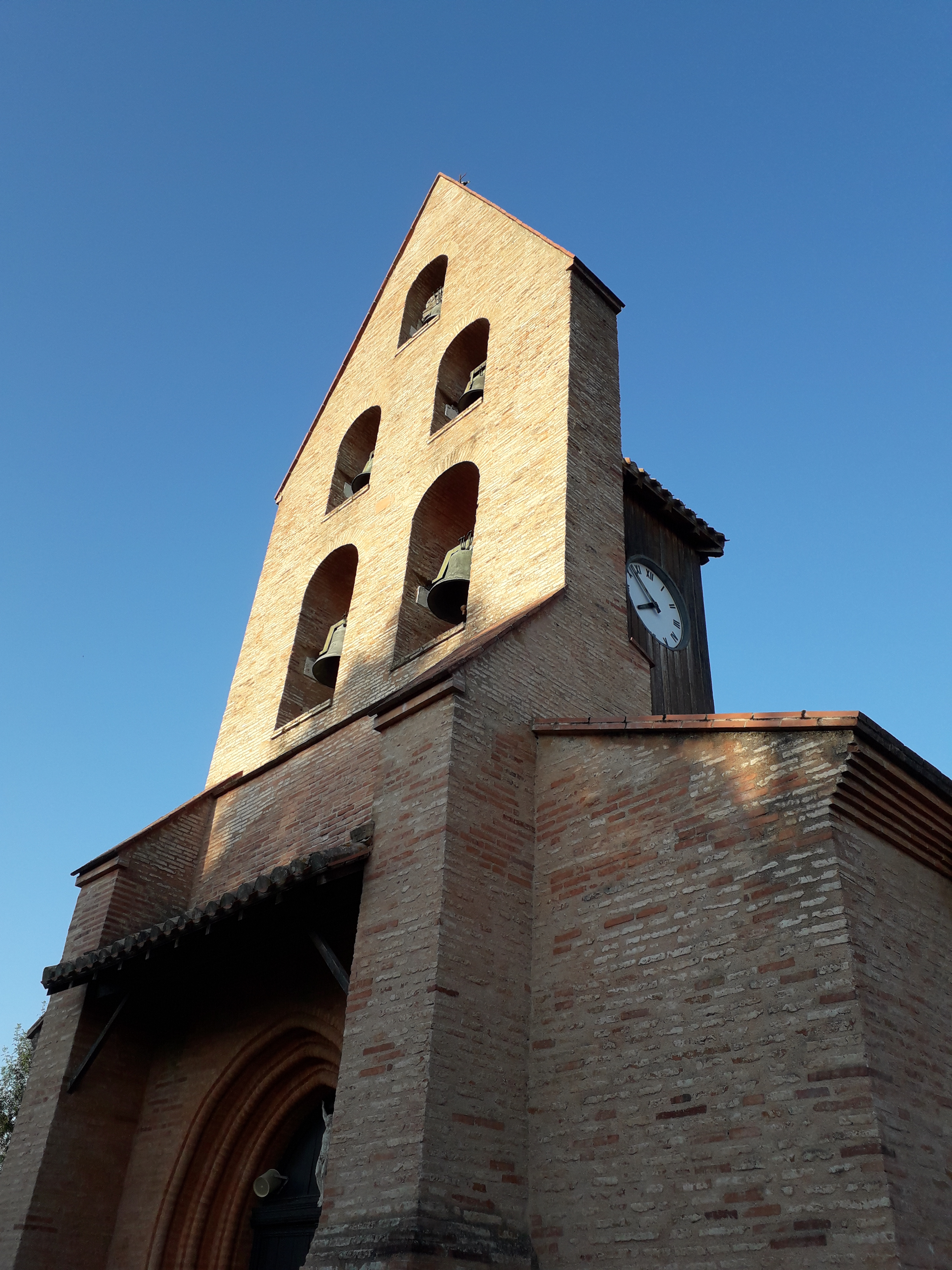
Eglise Saint Symphorien du Causé

### Lieux et monuments
- Église Saint-Symphorien du Causé, à clocher-mur en briques rouges avec cinq cloches sur trois niveaux. L'édifice est référencé dans la base Mérimée et à l'Inventaire général Région Occitanie[30]. Plusieurs objets sont référencés dans la base Palissy[30].
- Fontaine Saint Martin
- Maisons à colombages

### Personnalités liées à la commune
- Michel Lasserre (1940), joueur de rugby à XV, né au Causé.

## Pour approfondir